# Адра (Алмерија)
Адра (Алмерија) (шп. Adra) град је у Шпанији у аутономној заједници Андалузија у покрајини Алмерија. Према процени из 2017. у граду је живело 24 713 становника.

## Становништво
Према процени, у граду је 2017. живело 24 713 становника.
| 2017.  |
| ------ |
| 24.713 |